# Pribovce (gmina Bujanovac)
Pribovce (cyr. Прибовце) – wieś w Serbii, w okręgu pczyńskim, w gminie Bujanovac. W 2002 roku liczyła 348 mieszkańców.